# Teigfiguren

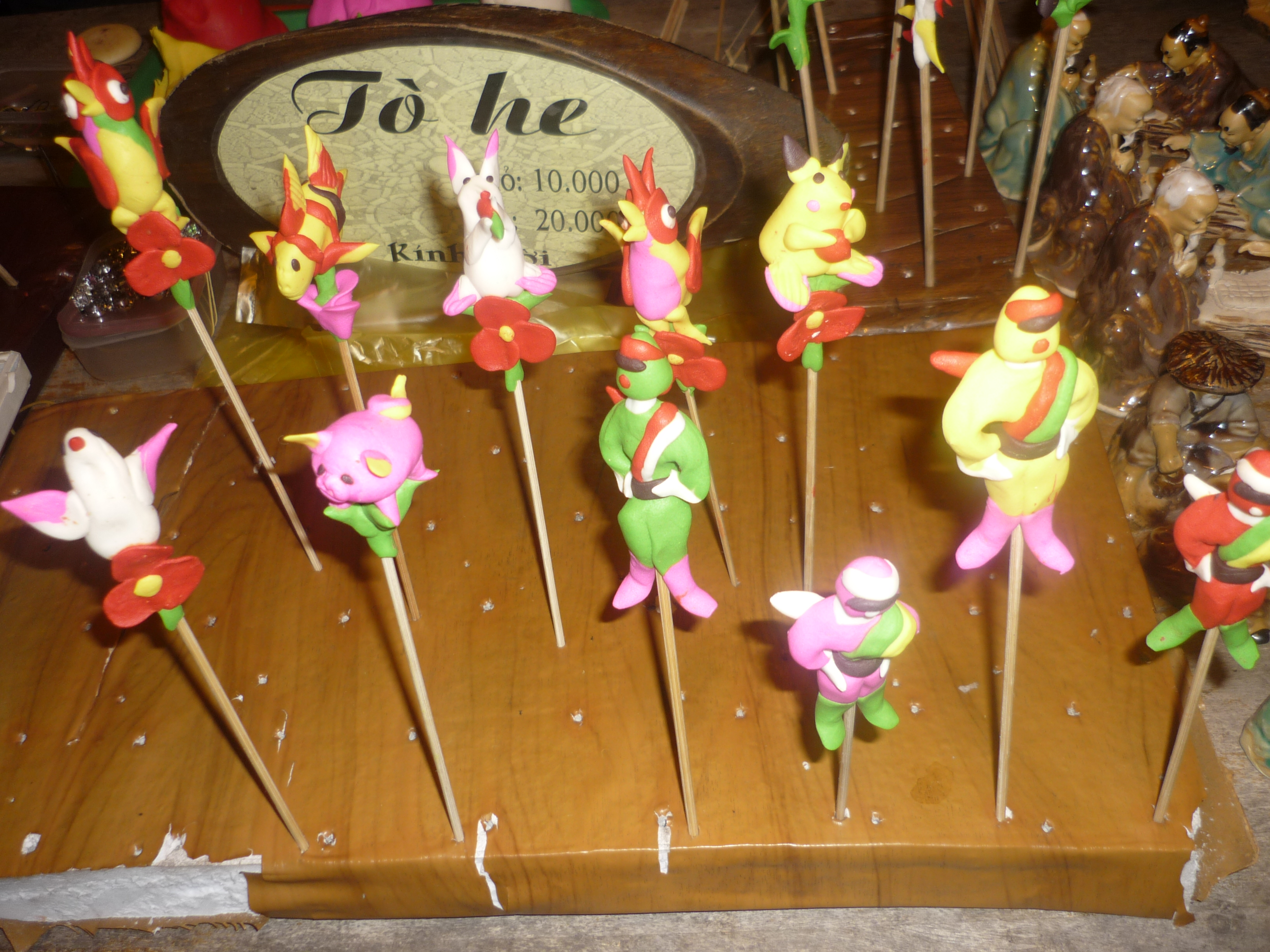
Teigfiguren

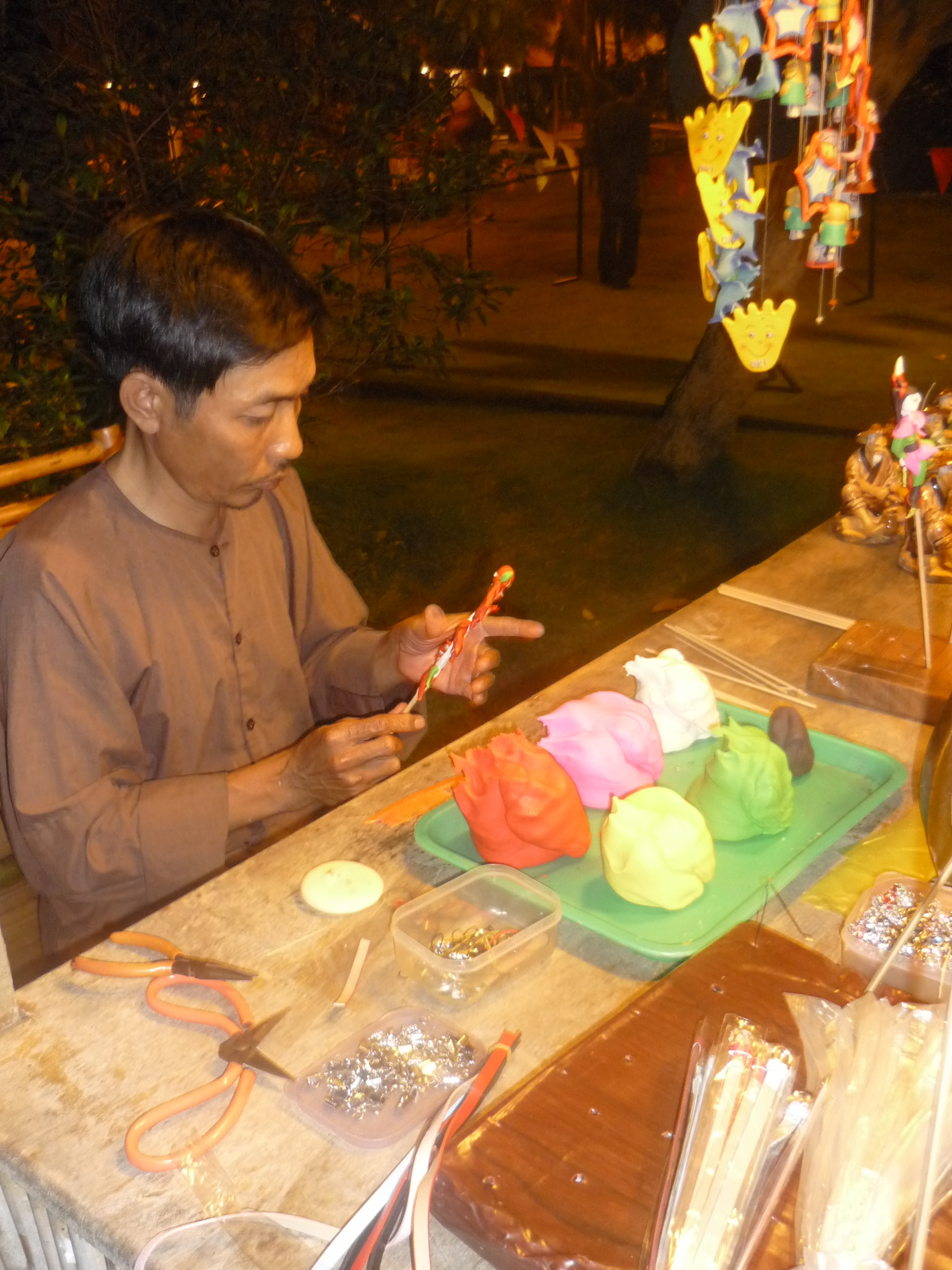
Herstellung

Chinesische Teigfiguren oder Teigmännchen (chin. miànrén 面人/麵人 oder miànrénr 面人儿/麵人人; niēmiànrén 捏面人; miànsù 面塑; engl. dough figurines) sind aus gefärbtem Klebreismehl geformte Figuren. 
Die Kunst ihrer Herstellung ist überwiegend in Nordchina verbreitet. 

## Immaterielles Kulturerbe
Auf der Liste des immateriellen Kulturerbes der Volksrepublik China stehen:
- Beijing mianren Lang[2] (Stadtbezirk Haidian, Peking)
- Shanghai mianren Zhao[3] (Shanghaier Forschungsinstitut für Kunst und Kunsthandwerk)
- Caozhou mianren[4] (Stadtbezirk Mudan in Heze, Provinz Shandong)
- Caoxian jiangmiren[5] (Kreis Cao, Provinz Shandong)

Schriftliche Aufzeichnungen über ihre Herstellung gehen bis auf die Zeit der Han-Dynastie zurück.